# Eugene Trubowitz
Eugene Trubowitz est un mathématicien américain qui étudie l'analyse et la physique mathématique. Il est professeur de mathématiques à l'Université de New York à Abu Dhabi.

## Biographie
Trubowitz, né en 1951, obtient son doctorat en 1977 sous la direction d'Henry McKean à l'Université de New York, avec une thèse intitulée Le problème inverse des potentiels périodiques. Depuis 1983, il est professeur ordinaire de mathématiques à l'École polytechnique fédérale de Zurich. Depuis 2016, il prend sa retraite de son poste à l'ETH.
Trubowitz étudie la théorie de la diffusion (certains avec Percy Deift et la théorie de la diffusion inverse), les systèmes intégrables et leur connexion à la géométrie algébrique, la théorie mathématique des liquides de Fermi dans la mécanique statistique.
En 1994, il est conférencier invité au Congrès international des mathématiciens à Zürich ; son exposé portait sur Une analyse rigoureuse (groupe de renormalisation) des systèmes supraconducteurs.

## Publications
- avec Percy Deift : Inverse scattering on the line, Communications on Pure and Applied Mathematics, vol.32, 1979, pp. 121–251DOI 10.1002/cpa.3160320202
- avec Joel Feldman, Horst Knörrer : Riemann Surfaces of Infinite Genus, AMS (American Mathematical Society) 2003 [2]
- avec Feldman, Knörrer : Intégrales fonctionnelles fermioniques et groupe de renormalisation, AMS 2002 [3]
- avec D. Gieseker, Knörrer : Géométrie des courbes de Fermi algébriques, Academic Press 1992 [4]
- avec Jürgen Pöschel: Théorie spectrale inverse, Academic Press 1987 [5]